# Matheass
MatheAss est un logiciel pour la solution numérique de nombreux problèmes en mathématiques à l'école. Il trouve une large utilisation en Allemagne en mathématiques du secondaire et est disponible en plusieurs langues, aussi en français.
Ses fonctionnalités sont limitées par rapport à d'autres logiciel numeriques, par exemple, MatheAss n'a pas une langage de script et ne fait pas de calcul symbolique. En retour, il est facile à utiliser et offre des solutions prête préparées, dans lesquelles vous devez entrer seulement les quantités nécessaires.
Après un précurseur pour des ordinateurs personnels 8 bits (Amstrad CPC), d'habitude autour de 1980, MatheAss apparu en 1983 comme une version de partagiciel pour le PC, donc il a été l'un des premiers logiciel de Shareware sur le marché allemand. MatheAss est disponible sur le site d'auteur pour télécharger pour les différentes versions du Microsoft Windows.
En version 8.2 (sorti en février 2011) MatheAss offre encore une aide contextuelle, qui a été complété dans de nombreux endroits par des exemples mathématiques et des informations de fond.